# Мармозетка Гёльди
Мармозетка Гёльди, или гельдиевая каллимико (лат. Callimico goeldii), также известная как прыгающий тамарин — вид приматов из семейства игрунковые. Единственный представитель рода Callimico. Видовой эпитет дан в честь швейцарского естествоиспытателя Эмиля Августа Гёльди (1859—1917).
Этот примат маленьких размеров, распространённый в Южной Америке, обитает в верховьях бассейна Амазонки в Боливии, Бразилии, Колумбии, Эквадоре и Перу. Находится в списке охраняемых видов, перемещение которых через границу Таможенного Союза ограничено.
Мармозетка имеет тёмную или тёмно-бурую окраску, а шерсть на голове и хвосте иногда бывают красные, белые или серебристо-коричневые. Тело длиной 20—23 см, хвост длиной 25—30 см.

## Подвиды
В виде выделяют 2 подвида:
- C. p. pygmaea
- C. p. niveiventris